# Extrasystole
Pour le film, voir Extrasystole (film).
Une extrasystole est un trouble du rythme cardiaque correspondant à une contraction prématurée d’une des cavités du cœur. Elle est aussi désignée en anglais sous le nom “Premature Ventricular Contraction” (PVC), littéralement “Contraction ventriculaire prématurée” (terme rarement employé en français).
L’extrasystolie est le fait d'avoir des extrasystoles.

## Physiopathologie
La contraction cardiaque normale provient d'une dépolarisation membranaire (inversion de la polarité électrique de la membrane cellulaire) cyclique d'un groupe de cellules situées sur la partie haute de l'atrium droit, le nœud sinusal. Cette dépolarisation se propage à l'ensemble du cœur et entraîne, au niveau des cellules musculaires, une contraction de ces dernières. Elle est suivie par une « période réfractaire », bref moment où les cellules ne sont plus stimulables. Le rythme cardiaque est ainsi piloté par ce nœud.
Cette dépolarisation peut parfois être issue d'un autre endroit que le nœud sinusal. Elle provient alors d'une autre partie des oreillettes, du tissu de conduction (tissu musculaire spécialisé appelé tissu cardionecteur) ou des ventricules cardiaques. Si cette dépolarisation survient en dehors de la période réfractaire, elle est transmise, de proche en proche, à tout ou partie du cœur, entraînant une contraction supplémentaire, constituant l'extrasystole. Elle est ainsi le résultat d'une excitabilité électrique accrue d'une zone bien délimitée du muscle cardiaque.
Selon la cavité cardiaque où a lieu la contraction prématurée des fibres musculaires (atrium, ventricule cardiaque ou jonction entre ces deux cavités), on parlera d'« extrasystoles atriales » (ESA), d'« extrasystoles ventriculaires » (ESV) ou d'« extrasystoles jonctionnelles ». Les extrasystoles atriales et jonctionnelles, d'aspect et de causes proches, sont reliés sous le vocable d'« extrasystoles supra-ventriculaires ».
La contraction générée n'est pas toujours efficace : si une extrasystole ventriculaire survient trop en avance, elle arrive alors que cette cavité est peu remplie : la contraction résultante n'a dans ce cas qu'une efficacité réduite, voire nulle sur le débit cardiaque : elle peut donc être visible sur l'électrocardiogramme qui visualise le fonctionnement électrique du cœur, mais par contre, invisible directement sur les courbes de pression, ou, de manière plus simple, à la palpation du pouls.
L'extrasystole est parfois suivie par une courte pause, le « repos compensateur ». Ce dernier a pour conséquence un remplissage cardiaque amélioré. La contraction suivante est donc plus efficace, plus forte. C'est cette dernière qui est ressentie lors des palpitations et non pas l'extrasystole.

## Diagnostic

### Clinique
Elles peuvent être asymptomatiques (le patient ne se plaint de rien). Le sujet peut ressentir des palpitations, une sensation de « pause » cardiaque.
La prise de pouls et l'auscultation cardiaque (prolongée) peut retrouver un rythme qui semble irrégulier.

### Examens complémentaires
- L'ECG permet de visualiser l'extrasystole. De par son aspect, on peut en déduire sa localisation.
- L'électrocardiogramme d'effort permet d'évaluer l'influence de la stimulation adrénergique sur l'extrasystolie.
- Le holter-rythmique permet de quantifier l'extrasystolie, d'en préciser les caractéristiques et leur répétition.

## Causes
Il est normal d'avoir quelques extrasystoles par jour. Leur nombre augmente avec l'âge et il est habituel de compter, par exemple, près de 1 000 extrasystoles auriculaires par jour chez un octogénaire sans que cela ait une quelconque signification.
Les causes sont multiples. On peut retrouver :
- une cardiopathie : ischémie myocardique, myocardite, cardiomyopathie dilatée ou hypertrophique, contusion myocardique, prolapsus de la valve mitrale ;
- un trouble métabolique : une hypokaliémie (déficit en potassium dans le sang), une hypoxie (déficit en oxygène) ;
- une maladie endocrinienne ;
- une cause médicamenteuse (iatrogénie) : digitaliques, théophylline, antidépresseurs tricycliques, médicaments sympathomimétiques par exemple ;
- une prise d'excitants : café, thé, alcool, cocaïne, amphétamine… ;
- une infection aiguë ;
- à la suite d'un effort physique important ;
- une hernie hiatale ;
- stress.

## Extrasystoles auriculaires (ESA)

### ECG
On retrouve une onde P prématurée qui peut être de forme différente (parfois intriquée dans l'onde T du complexe précédent), suivie, ou non, d'un complexe QRS.
En l'absence d'onde QRS, on parle alors d'« extrasystole auriculaire bloquée ».

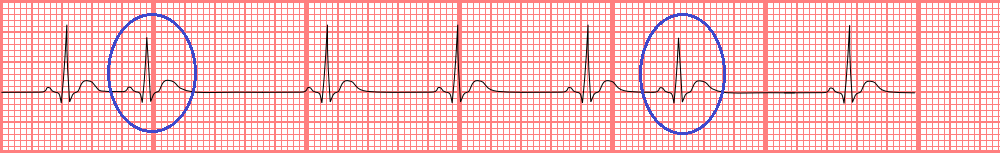
.

Le QRS peut être normal. Il est parfois anormal, élargi. On parle alors d'« extrasystole auriculaire avec aberration de conduction ».

### Traitement
C'est avant tout celui de la cause lorsqu'elle est identifiée. Pour le traitement du trouble du rythme lui-même, il dépend du terrain, de la gêne occasionnée et de l'existence ou non d'une cardiopathie sous-jacente :
- une extrasystolie isolée sur cœur sain et asymptomatique doit faire l'objet d'une simple surveillance, sans traitement ;
- des extrasystoles isolées et symptomatique survenant sur un cœur sain :
  - règles hygiéno-diététiques (diminution ou suppression des excitants par exemple), parfois associées à un sédatif de type anxiolytique,
  - vérifier et ajuster les taux de potassium (3,5/3,6 - 5,5 mmol/l de sérum, idéal 5,0 mmol/l)[1] et magnésium (0,7-1,1 mmol/l de sérum sanguin, 0,9-1,1 mmol/l idéal)[2].
  - si cela ne suffit pas, on discute un traitement anti-arythmique : bêta-bloquants, quinidiniques plus rarement ou médicaments de la classe Ic (flécaïnide, cibenzoline ou propafénone), et en dernier ressort, l'amiodarone ;
- en cas de maladies cardiovasculaires, on utilise des antiarythmiques (classes Ia ou Ic), plus ou moins associé à un traitement anticoagulant par antivitamines K ou antiagrégant plaquettaire ;
- en cas de cardiopathie évoluée avec altération de la fonction contractile du ventricule gauche, l'amiodarone est préconisée.

## Extrasystoles ventriculaires (ESV)
En termes diagnostiques, ce qui importe est de savoir si l'extrasystolie ventriculaire présente ou non des signes de gravité pouvant conduire à une tachycardie ventriculaire, avec alors la nécessité d'introduire un traitement antiarythmique.

### ECG

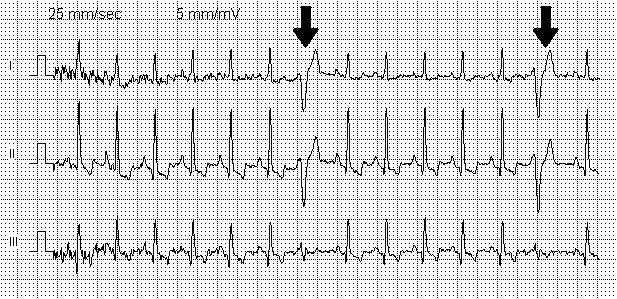
Deux ESV enregistrées sur un ECG partiel.

On retrouve un complexe QRS non précédé par (ou sans relation chronologique fixe avec) une onde P. Le complexe QRS est typiquement large (supérieur à la normale 0,12 s) et déformé par rapport aux complexes QRS de base avec aspect soit de bloc de branche droit s'il s'agit d'une extrasystole ventriculaire naissant du ventricule gauche, soit de bloc de branche gauche s'il s'agit d'une ESV naissant du ventricule droit. La repolarisation est inversée avec une onde T négative.

### Éléments pronostiques
- La morphologie (forme) des ESV : lorsque toutes les extrasystoles ont le même aspect, elles sont dites « monomorphes ». Lorsqu'elles ont des formes différentes, elles sont dites « polymorphes » (existence de plusieurs foyers ectopiques) : elles sont alors potentiellement plus graves.
- L'intervalle de couplage : le couplage d'une extrasystole par rapport au complexe QRS précédent est dit court lorsque l'ESV survient au sommet de l'onde T précédente (extrasystole précoce ou phénomène « R/T »).
- Le nombre d'ESV par 24 heures.
- Leur rythme :
  - on parle de « doublet » (deux ESV de suite), de « triplet » (trois ESV de suite) ; au-delà, on parle de « salve d'ESV » ou de tachycardie ventriculaire non soutenue.
  - elles peuvent être bigéminées (une ESV après chaque complexe normal), ou trigéminées (une ESV tous les deux complexes normaux).

Électrophysiologistes, médecins et sociétés savantes proposent des scores, par exemple depuis 1971 une classification pronostique par le cardiologue américain Bernard Lown.

### Gravité
Elle est définie essentiellement par :
- l'existence d'une cardiopathie sous-jacente et surtout par l'altération de la fonction systolique quantifiée par la fraction d'éjection.
- la survenue d'une syncope sans autre explication, d'une tachycardie ventriculaire.

Certains critères reposent sur l'aspect des extrasystoles :
- la précocité des ESV (proche de l'onde T) ;
- l'aspect polymorphe ;
- la présence de plusieurs complexes répétitifs (doublets, triplets, salves), surtout si ces formes apparaissent à l'effort.

Le nombre d'extrasystoles, pris isolément, n'est en aucun cas un critère de gravité.
Peuvent donc être considérées comme bénignes les ESV sur cœur sain, monomorphes, de grande amplitude, sans forme répétitive, diminuant ou disparaissant à l'effort.
Doivent être considérées comme potentiellement graves, et justifiant alors un traitement antiarythmique, les ESV très prématurées (ou précoces), répétitives (survenant en doublets, triplets voire salves de tachycardie ventriculaire), polymorphes, avec des QRS très élargis et de faible amplitude, s'aggravant à l'effort, surtout si elles surviennent sur un cœur pathologique.
Le principal risque des ESV est d'induire une arythmie ventriculaire plus sévère qu'il s'agisse d'une tachycardie ventriculaire ou d'une fibrillation ventriculaire avec risque de mort subite. L'extrasystole ventriculaire sera l'élément déclencheur d'une arythmie soutenue.

### Traitement
Il a pour objectifs d'éviter la mort subite, et accessoirement, d'améliorer la qualité de vie en diminuant la gêne fonctionnelle.
- Les ESV bénignes et asymptomatiques ne nécessitent aucun traitement.
- ESV bénignes symptomatiques :
  - règles hygiéno-diététiques (diminution ou suppression des excitants), plus ou moins associées à un traitement sédatif de type anxiolytique,
  - en cas de gêne fonctionnelle importante, utilisation de certains antiarythmiques.
- ESV graves :
  - traitement de la cause lorsque celle-ci est identifiée : cardiopathie sous-jacente, facteur déclenchant ou favorisant (hypokaliémie, arrêt d'un traitement dont on suspecte l'effet arythmogène),
  - traitement médicamenteux : antiarythmiques, bêta-bloquants, amiodarone, inhibiteurs calciques.

## Extrasystoles jonctionnelles
Elles se manifestent sur l'ECG par un complexe QRS prématuré, non précédé d'une onde P (contrairement aux extrasystoles auriculaires). Elles sont de causes proches des extrasystoles auriculaires leur traitement en est semblable.